# Stephanie Cole

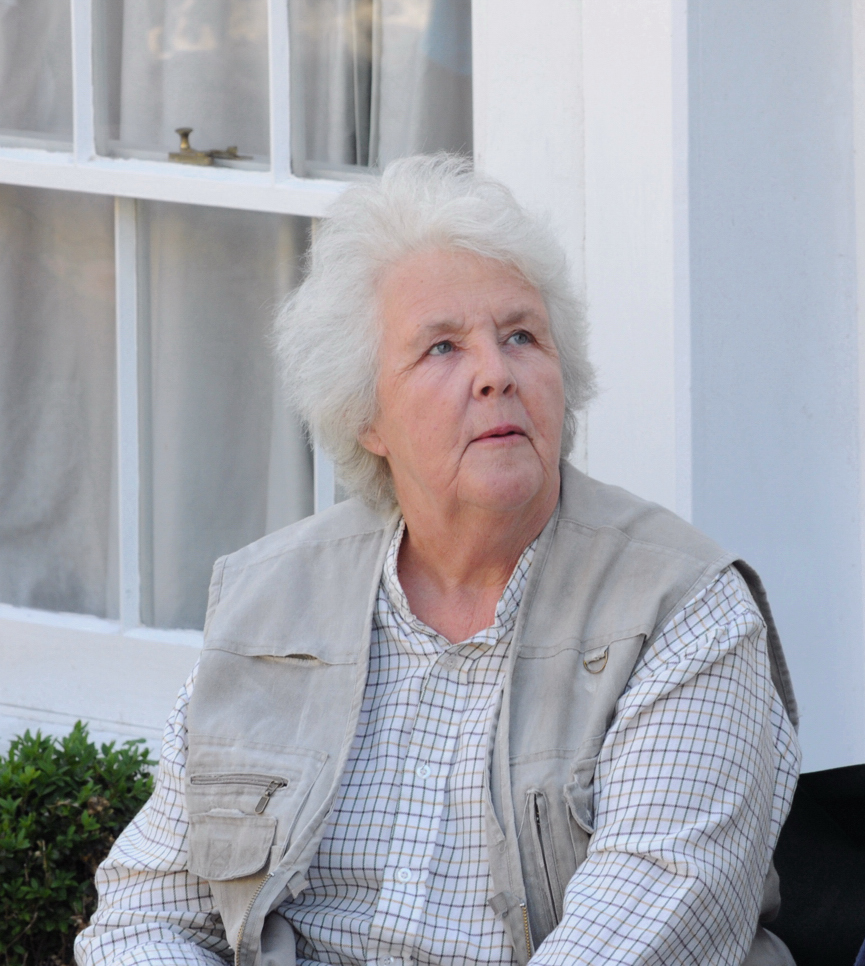
Stephanie Cole auf dem Filmset von Doc Martin (2009)

Patricia Stephanie Cole (* 5. Oktober 1941 in Solihull) ist eine englische Bühnen-, Fernseh-, Radio- und Filmschauspielerin, bekannt für ihre Rollen in Shows, wie Tenko (1981–1985), Open All Hours (1982–1985), A Bit of a Do (1989), Waiting for God (1990–1994), Keeping Mum (1997–1998), Doc Martin (2004–2009), Cabin Pressure (2008–2014), Still Open All Hours (seit 2013), Man Down (2014–2017) und als Sylvia Goodwin in ITV Seifenoper Coronation Street (2011–2013).
Sie gewann 1992 bei den British Comedy Award den Preis für die beste TV-Darstellerin für ihre Rolle in Waiting For God und wurde 2012 bei den British Soap Award als beste Comedy-Darstellerin für ihre Rolle in Coronation Street ausgezeichnet. Sie wurde 2005 im Rahmen der Queen’s Birthday Honours zum OBE ernannt.

## Frühe Jahre
Cole wurde in Solihull, Warwickshire, geboren und absolvierte von 1958 bis 1960 eine Ausbildung an der Bristol Old Vic Theatre School und festigte anschließend ihre schauspielerischen Fähigkeiten an Repertoire-Theatern im ganzen Vereinigten Königreich. Ihr Bühnendebüt gab sie im Alter von siebzehn Jahren in der Rolle der exzentrischen, älteren Madame Arcati in Noël Cowards Blithe Spirit. Im Alter von 63 Jahren kehrte sie in die gleiche Rolle zurück, als das Stück 2004 am Savoy Theatre im West End aufgeführt wurde.

## Karriere
Eine von Coles bekanntesten und populärsten Rollen war die der Dr. Beatrice Mason in der Fernsehserie Tenko aus den 1980er Jahren, einem Drama, das das Leben britischer Frauen in Singapur nach der japanischen Invasion und ihrer anschließenden Inhaftierung in einem japanischen Kriegsgefangenenlager schilderte. Die Serie schilderte explizit die schrecklichen Bedingungen und die Brutalität, mit der die Frauen während ihrer Gefangenschaft konfrontiert waren, und behandelte Themen wie Vergewaltigung, Totgeburt, Lesbianismus, Selbstmord, Abtreibung und Euthanasie. Cole spielte die Rolle der strengen, übereifrigen und doch freundlichen Ärztin über drei Serien und einem Special zwischen 1981 und 1985.
Im gleichen Zeitraum spielte Cole auch die ältere, paranoide und mürrische Kundin Mrs. Delphine Featherstone in der BBC-Comedy Open All Hours. Mrs. Featherstone ist die einzige Rivalin der Krankenschwester Gladys Emmanuel um die Zuneigung des Ladenbesitzers Arkwright, gespielt von Ronnie Barker (der sie für die Rolle empfohlen hatte, nachdem er sie in Tenko gesehen hatte), obwohl sie sich nur zu ihm hingezogen fühlte, weil sie seine geizige Art mag. Cole war eigentlich erst Anfang vierzig, als sie die Rolle annahm. Charaktere zu spielen, die viel älter sind, als sie tatsächlich sind (vor allem in Waiting for God), wurde zu einem Markenzeichen ihrer Karriere.
Cole spielte 1988 die Rolle der Muriel in dem halbstündigen Monolog „Soldiering On“  in der preisgekrönten ersten Staffel von Talking Heads. In späteren Jahren wiederholte Cole ihre Darbietung dieses inzwischen berühmten Monologs sowohl auf der Londoner Bühne als auch für BBC Radio.
Eine weitere von Coles berühmten Rollen war die der schlecht gelaunten pensionierten Fotojournalistin Diana Trent in der Sitcom Waiting for God, die von 1990 bis 1994 lief. Obwohl Diana eigentlich eine Rentnerin sein sollte, war Cole tatsächlich 48 Jahre alt, als sie die Rolle übernahm, für die sie 1992 bei den British Comedy Awards als beste TV-Comedy-Darstellerin ausgezeichnet wurde.
Von 2004 bis 2009 spielte Cole an der Seite von Martin Clunes und Caroline Catz in dem ITV-Comedy-Drama Doc Martin die Rolle der Joan Norton, der Tante von Clunes Figur Dr. Martin Ellingham. Im Jahr 2006 spielte Cole in dem BAFTA-ausgezeichneten Weltkriegsdrama Housewife, 49 Mrs. Waite, die lokale Leiterin des Women’s Voluntary Service. Cole hatte 2008 auch eine kleine Rolle in der romantischen Komödie Miss Pettigrews großer Tag als Miss Pettigrews mürrische Arbeitsvermittlerin, Miss Holt.
Im April 2011 spielte Cole zum ersten Mal die Rolle der Sylvia Goodwinin der britischen Fernsehserie Coronation Street. Im August 2012 spielte sie in einer Adaption des Thrillers The Lady Vanishes von 1938 mit.
Im August 2013 wurde bekannt gegeben, dass Cole Coronation Street verlassen hatte. Zunächst wurde spekuliert, dass ihr plötzlicher Abgang auf Krankheit zurückzuführen sei, doch Cole bestätigte später auf Twitter, dass ihr bereits anstehender Abgang aufgrund des Todes ihres Bruders vorgezogen worden sei.
Seit 2013 hat Cole ihre Rolle als Delphine Featherstone in Still Open All Hours wieder besetzt. Sie tritt mit den Originalschauspielern David Jason, Lynda Baron und Maggie Ollerenshaw auf.
An Halloween 2018 hatte Cole eine Gastrolle in der Live-Folge von Inside No 9 mit dem Titel „Dead Line“, sie spielte die Rolle der Moira O’Keefe. Die Episode wurde von der Kritik als eines der besten Stücke Fernsehen des Jahres 2018 gelobt.
Im Jahr 2019 trat Cole in der BBC One Komödie Scarborough auf.

### Bühne
Cole tritt seit mehr als fünfzig Jahren auch als Bühnenschauspielerin auf. Auf der West-End-Bühne war sie 1968 in The Mousetrap (Ambassadors Theatre) als Miss Casewell, 1983 in Noises Off (Savoy Theatre), 1989 in Steel Magnolias (Lyric Theatre) und 1999 in Quartet (Albery Theatre) zu sehen. Ihre prominenteste Bühnenrolle war die der Betty in der Erfolgskomödie A Passionate Woman, geschrieben von Kay Mellor. Das Stück, bei dem Ned Sherrin Regie führte, wurde 1994 am Comedy Theatre eröffnet und hatte eine neunmonatige verlängerte Laufzeit.

### Radio
Cole hat in mehreren Radioserien mitgewirkt. Sie spielte Olive in der BBC Radio 4 Komödie Ed Reardon's Week, eine Studentin in Eds Schreibkurs. Andere Arbeiten für BBC Radio 4 beinhalten die Rolle der Carolyn Knapp-Shappey in der erfolgreichen Airline-Sitcom Cabin Pressure. Außerdem spielte sie in der Sci-Fi-Komödie „Married“ mit und war 2017 in einer Episode von „John Finnemore's Double Acts“ auf Radio 4 zu hören.

### Sonstiges
1998 wurde Coles Comedy-Karriere in der BBC-Dokumentationsreihe Funny Women gewürdigt. Im selben Jahr wurde Coles Autobiografie A Passionate Life veröffentlicht. Das Vorwort des Buches schrieb der britische Theaterregisseur Ned Sherrin.

## Ehrungen
Im Jahr 2002 wurde Cole von der University of Bristol der akademische Grad Master of Arts ehrenhalber verliehen. Im Jahr 2005 wurde sie in der Queen’s Birthday Honours List zum Officer of the Order of the British Empire (OBE) ernannt.

## Arbeit für Wohltätigkeitsorganisationen
Cole ist eine Botschafterin für die medizinische Wohltätigkeitsorganisation Overseas Plastic Surgery Appeal.

## Privatleben
1973 heiratete Cole Henry Marshall, der zu den Gründern der British Academy of Dramatic Combat gehörte und ein Master at Arms an der Royal Academy of Dramatic Art war. Sie haben eine Tochter, Emma Battcock (geboren 1973). Sie ließen sich 1988 scheiden. 1998 heiratete Cole den Schauspieler Peter Birrel, nachdem sie ihn dreißig Jahre nach ihrem ersten gemeinsamen Auftritt in einer Produktion von Richard II am Bristol Old Vic wiedergetroffen hatte.

## Fernsehen und Filmografie
| Jahr      | Titel                          | Rolle                      | Notizen                                    | Einzelnachweise |
| --------- | ------------------------------ | -------------------------- | ------------------------------------------ | --------------- |
| 1978      | Alles Glück dieser Erde        | Lehrerin                   |                                            |                 |
| 1978      | Lillie                         | Agnes Langtry              | Episodentitel: America!                    |                 |
| 1979      | That Summer!                   | Mrs. Mainwaring            |                                            |                 |
| 1981–1985 | Tenko                          | Dr. Beatrice Mason         |                                            |                 |
| 1982–1985 | Open All Hours                 | Mrs. Delphine Featherstone |                                            |                 |
| 1986–1988 | The Return of the Antelope     | Sarah Mincing              |                                            |                 |
| 1988      | Talking Heads                  | Muriel                     | Episodentitel: Soldiering On               |                 |
| 1989      | A Bit of a Do                  | Betty Sillitoe             |                                            |                 |
| 1990–1994 | Waiting for God                | Diana Trent                |                                            |                 |
| 1991      | Agatha Christie's Poirot       | Mrs. Lacey                 | Episodentitel: The Theft of the Royal Ruby |                 |
| 1997–1998 | Keeping Mum                    | Mrs. Bear                  |                                            |                 |
| 1999      | Grey Owl                       | Ada Belaney                |                                            |                 |
| 2001      | Life As We Know It             | Lizzie Cameron             |                                            |                 |
| 2004–2009 | Doc Martin                     | Joan Norton                |                                            |                 |
| 2007      | Inspector Barnaby              | Dorothy Hutton             | Episodentitel: Death and Dust              |                 |
| 2008      | Miss Pettigrew Lives for a Day | Miss Holt                  |                                            |                 |
| 2011–2013 | Coronation Street              | Sylvia Goodwin             | Normale Rolle; 159 Episoden                | [ 11 ]          |
| 2013–2019 | Still Open All Hours           | Mrs. Delphine Featherstone |                                            |                 |
| 2013      | The Lady Vanishes              | Evelyn Floodporter         |                                            |                 |
| 2014–2017 | Man Down                       | Nesta                      |                                            |                 |
| 2018      | Inside No. 9                   | sich selbst/Moira          | Episodentitel: Dead Line                   |                 |
| 2019      | Gentleman Jack                 | Aunt Ann Walker            |                                            | [ 12 ]          |
| 2019      | Scarborough                    | Marion                     |                                            | [ 14 ]          |

## Auszeichnungen
- 1992 British Comedy Awards – Beste Schauspielerin in einer Fernsehkomödie für Waiting for God
- 2012 British Soap Awards – Best Performance in einer Komödie für Coronation Street[15]